# Бродин, Юнас
Ю́нас Броди́н (швед. Jonas Brodin; 12 июля 1993, Карлстад) — шведский профессиональный хоккеист, защитник клуба «Миннесота Уайлд». Чемпион мира 2017 года.

## Игровая карьера
Впервые обучаться хоккею Юнас Бродин начал в детско-юношеском спортивном клубе «Нор» из пригорода Карлстада — Вольберга. В 2009 году Бродин перешёл в «Ферьестад», однако на следующий сезон был отдан в аренду в клуб из третьей по силе шведской лиге «Скоре», где Юнас выступал вместе с другим будущим защитником сборной Швеции Оскаром Клефбомом. На время Зимних Олимпийских игр 2010 года Бродин был отозван из аренды и провёл тренировочную подготовку с основным составом «Ферьестада», после чего 4 марта 2010 года дебютировал в чемпионате Швеции в матче против клуба «Тимро», став самым молодым игроком в истории клуба и самым молодым защитником лиги. Несмотря на серьёзное предстартовое волнение Юнас уверенно провёл матч, отыграв 15 минут 41 секунду, и удостоился похвалы от главных тренеров обеих команд — Томми Самуэльссона и Чарльза Берглунда.
Следующие два сезона Бродин также провёл в «Ферьестаде», закрепившись в основном составе, и по итогам сезона 2010/11 стал чемпионом Швеции по хоккею. На драфте НХЛ 2011 года Бродин рассматривался в качестве одного из лучших европейских защитников, был выбран под общим десятым номером клубом «Миннесота Уайлд» и подписал трёхлетний контракт новичка, решив, однако, остаться в Швеции ещё на один сезон.
С сезона 2012/13 Бродин переехал в Северную Америку, но в своём первом матче в АХЛ 3 ноября 2012 года против «Оклахома-Сити Баронс» получил перелом ключицы после силового приёма Тэйлора Холла и выбыл на 11 недель. Восстановившись, он получил вызов из основной команды и 25 января 2013 года дебютировал в НХЛ против «Детройт Ред Уингз». По итогам сезона 2012/13 Юнас был номинирован на Колдер Трофи, но по голосованию журналистов приз лучшему новичку сезона получил  Джонатан Юбердо.
12 октября 2014 года Бродин продлил контракт с «Уайлд» на шесть лет на общую сумму 25 миллионов долларов США. Тем не менее, Бродин после своего первого успешного сезона не продемонстрировал улучшения своих статистических показателей и рассматривался в качестве кандидата для драфта расширения 2017 года.
На международном уровне Бродин неоднократно привлекался в юниорскую и молодёжную сборную Швеции, став победителем молодёжного чемпионата мира 2012 года. 21 мая 2017 года вместе со взрослой сборной Юнас стал чемпионом мира, отыграв во всех десяти матчах первенства и набрав три очка за результативность.

## Статистика
| Легенда | Легенда                    | Легенда | Легенда                   | Легенда | Легенда    |
| ------- | -------------------------- | ------- | ------------------------- | ------- | ---------- |
| И       | Количество проведённых игр | Штр     | Штрафное время            | +/−     | Плюс-минус |
| Г       | Голы                       | П       | Голевые передачи          | О       | Очки       |
| -       | Статистика неизвестна      | —       | Статистика не учитывалась |         |            |